# Dupont (Indiana)
Dupont – miasto w Stanach Zjednoczonych, w stanie Indiana, w hrabstwie Jefferson.